# Blitz Bazawule

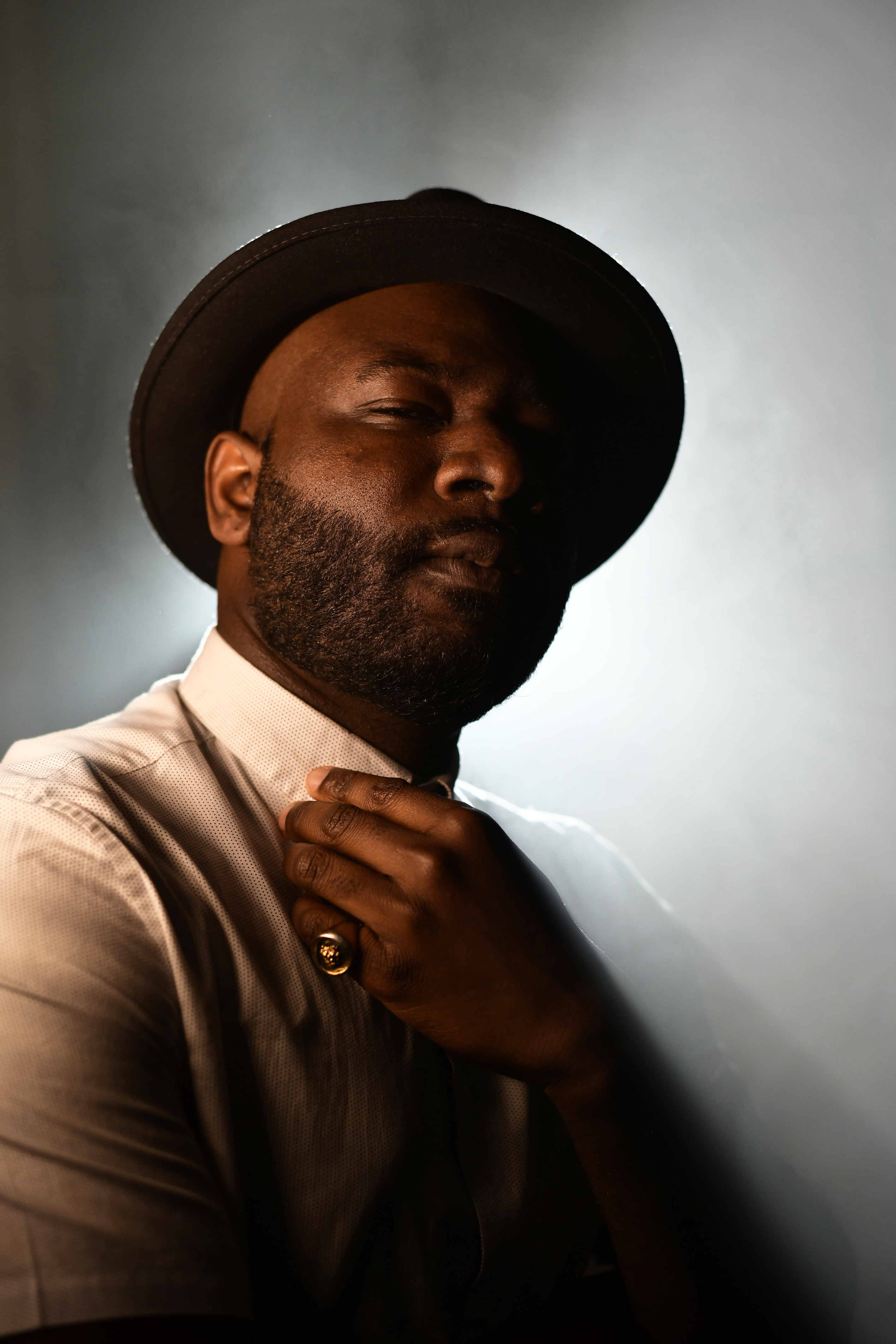
Blitz Bazawule (2019)

Blitz Bazawule (eigentlich Samuel Bazawule, auch bekannt als Blitz the Ambassador; * 19. April 1982 in Accra) ist ein ghanaischer Rapper, Singer-Songwriter, Plattenproduzent, Autor, Künstler und Filmemacher. Er lebt und arbeitet in Brooklyn.

## Leben
Samuel Bazawule wurde 1982 in Ghanas Hauptstadt Accra geboren und wuchs hier auf. Er hat noch drei Geschwister. Sein Interesse für Hip-Hop-Musik entstand, nachdem sein älterer Bruder ihm das Album It Takes a Nation of Millions to Hold Us Back von Public Enemy vorspielte. Er besuchte die renommierte Achimota School in der Nähe von Accra und wurde nach seinem Abschluss im Jahr 2000 von dem ghanaischen Ace-Produzenten Hammer of The Last Two entdeckt. Seine Version des Liedes Deeba in der Art seines Idols Nas avancierte zum Erfolg, und Bazawule wurde bei den Ghana Music Awards 2000 als bester neuer Künstler ausgezeichnet.
Im Jahr 2001 zog er in die USA, um an der Kent State University in Ohio Betriebswirtschaftslehre zu studieren. Während seines Studiums trat er in mehreren Live-Shows auf, gemeinsam mit Rappern wie Rakim. Sein erstes Album Soul Rebel veröffentlichte er 2004 unter seinem Spitznamen Blitz. Nach seinem Bachelorabschluss an der Kent State University im Jahr 2004 zog er nach New York City und nahm dort ein Jahr später mit Double Consciousness sein zweites Album auf. Er gründete die Band The Embassy Ensemble und das Label Embassy MVMT und ist Mitglied der Community-Initiative Okayplayer von The Roots. Ende 2009 wurde er zu einem der „50 Emerging Artists“ des Beyond Race Magazins gewählt.
Gemeinsam mit dem französischen Sänger Ben Mazue veröffentlichte er 2011 Feelin‘ High und war 2012 auf dem Album Tetra der französischen Elektronik-Crew C2C zu hören. Für seine sozial und politisch aufgeladene Musik, die sich an globalen Einflüssen wie Hip-Hop, Bossa Nova, brasilianischem Samba und marokkanischem Gnawa orientiert, wurde er 2013 mit dem Vilcek Prize for Creative Promise in Music ausgezeichnet.
Sein Spielfilmdebüt, der Thriller The Burial Of Kojo, der im Dezember 2018 in Ghana und im März 2019 in den USA in die Kinos kam, war der erste ghanaische Beitrag für die Golden Globes und der erste Film aus Ghana, der bei Netflix veröffentlicht wurde. Bei dem Film führte er Regie und schrieb auch das Drehbuch. Zwei Jahre später führte er neben Emmanuel Adjei, Ibra Ake und Beyoncé bei dem Musikfilm Black Is King Regie, ein „Visual Album“, das von der Arbeit der Sängerin für das Album zum Film Der König der Löwen inspiriert ist.
Im Juni 2022 veröffentlichte Bazawule mit The Scent of Burnt Flowers sein erstes Buch. FX will basierend auf dem Buch eine sechs Folgen umfassende Miniserie produzieren, bei der Bazawule Regie führen soll. Im März 2022 wurden die Dreharbeiten für seinen Film Die Farbe Lila begonnen. Der Musicalfilm für den Marcus Gardley und Marsha Norman das Drehbuch schrieben mit Fantasia Barrino, Taraji P. Henson und Halle Bailey in den Hauptrollen basiert zum einen auf dem gleichnamigen Roman von Alice Walker, zum anderen auf dem Broadway-Musical und kam im Dezember 2023 in die US-amerikanischen Kinos.

## Filmografie
- 2011: Native Sun (Kurzfilm)
- 2016: Diasporadical Trilogia (Kurzfilm)
- 2018: The Burial of Kojo
- 2020: Black Is King
- 2020: Cherish the Day (Fernsehserie, 2 Folgen)
- 2023: Die Farbe Lila (The Color Purple)

## Auszeichnungen
African Movie Academy Award
- 2019: Auszeichnung als Bestes Regiedebüt (The Burial of Kojo)
- 2019: Nominierung für den Besten Filmschnitt (The Burial of Kojo)[18][19]

Black Reel Award
- 2024: Nominierung für die Beste Regie (Die Farbe Lila)
- 2024: Nominierung für die Beste Nachwuchsregie (Die Farbe Lila)[20]

NAACP Image Award
- 2024: Auszeichnung als Bester Nachwuchsfilmschaffende (Blitz Bazawule)[21]

Palm Springs International Film Festival
- 2024: Aufnahme in die „10 Directors to Watch“ (Die Farbe Lila)[22]

## Werke
- Blitz Bazawule: The Scent of Burnt Flowers. Ballantine Books, 2022. ISBN 978-0-593-49623-7